# Chen Jing
Chen Jing (Wuhan, 20 de Setembro de 1968) é uma mesa-tenista chinesa que foi campeã olímpica. Competindo por Taipé Chinês, foi vice-campeã mundial e conseguiu uma medalha de prata e uma de bronze na competições individuais dos Jogos Olímpicos.

## Biografia
Começou a treinar desde cedo e aos 11 anos já estava na seleção de Hubei. Entrou para a seleção nacional chinesa aos 18 anos.
Em 1988, ano de estreia do tênis de mesa nos Jogos Olímpicos, Chen conquistou o ouro ao derrotar a compatriota Li Huifen. Na competição de duplas, Chen e Jiao Zhimin perderam para a dupla da Coreia do Sul, formada por Hyun Jung Hwa e Yang Yong Ja.
Em 1991, mudou-se para Taiwan onde se estabeleceu a partir de 1992. A partir de 1993, começou a representar Taipé Chinês de acordo com informações da ITTF. Nesse mesmo ano foi vice-campeã mundial ao perder na final para a sul-coreana Hyun Jung Hwa.
Em 1996, nos Jogos Olímpicos de Atlanta, perdeu na final contra a Deng Yaping, garantindo a medalha de prata, agora por Taipé Chinês.
Em 2000, nos Jogos Olímpicos de Sydney, perdeu nas semifinais, mas ganhou na decisão do 3º lugar, garantindo a medalha de bronze.
Após a carreira de atleta, seguiu carreira acadêmica onde obteve seu Doutorado em Psicologia esportiva na Universidade Norma do Sul da China.

## Principais títulos
- 1999 - Campeã da Grande Final do Pro Tour
- 1993 - Vice-campeã Mundial
- 1988 - Campeã dos Jogos Olímpicos de Seul
- 1996 - Medalha de prata nos Jogos Olímpicos de Atlanta
- 2000 - Medalha de bronze nos Jogos Olímpicos de Sydney